# Brigitta Pallauf

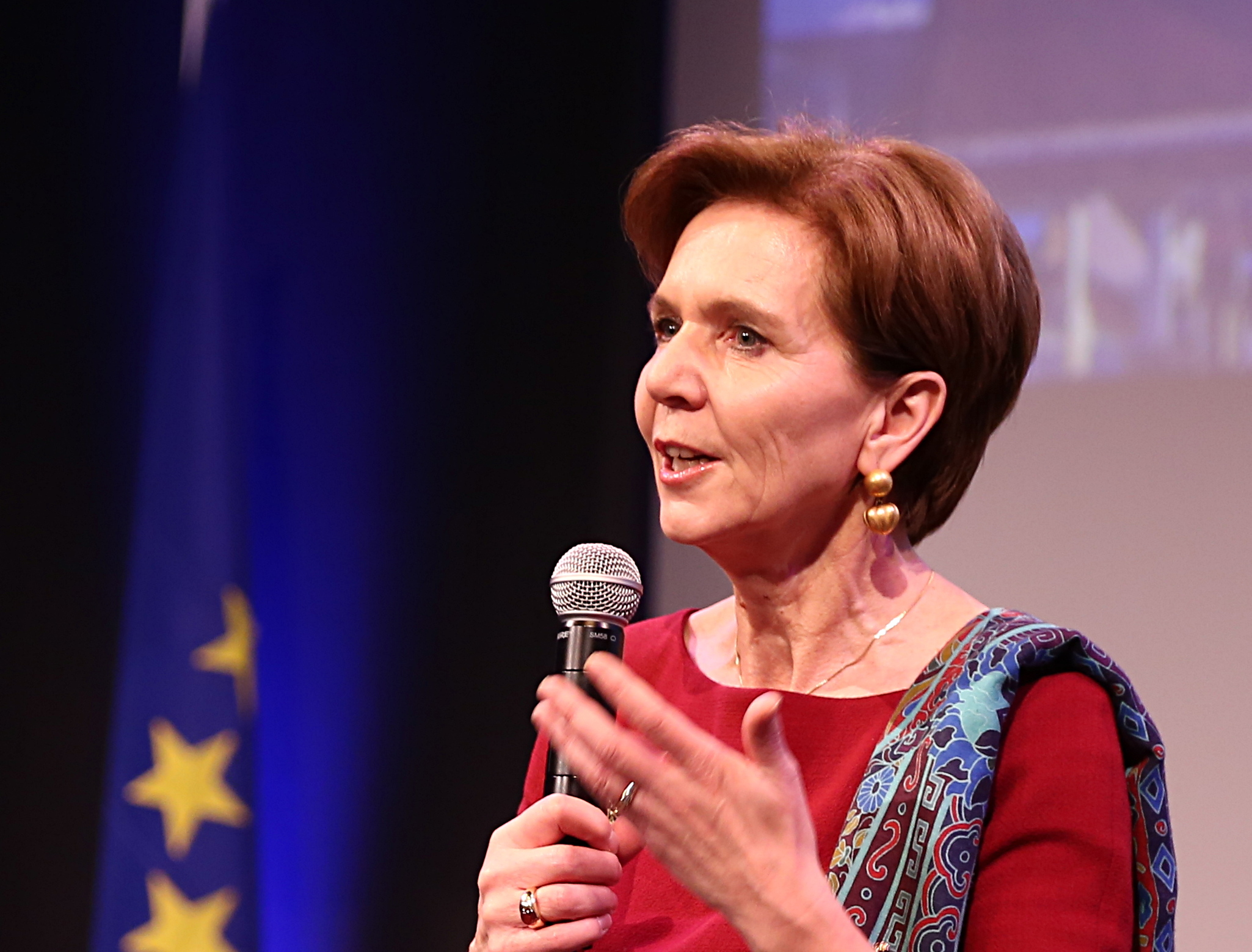
Pallauf na EUSALP 2017, Munique

Brigitta Pallauf (nascida em 26 de novembro de 1960) é uma política austríaca. Ela foi presidente do parlamento do estado de Salzburgo entre 2013 e janeiro de 2018, e novamente de junho de 2018 até ao presente.

## Biografia
Pallauf frequentou a escola primária de Gunskirchen entre 1967 e 1971 e mais tarde, até 1979, frequentou uma escola secundária feminina em Wels. Ela estudou direito na Universidade de Salzburg e recebeu o seu doutoramento em 1983.

## Política

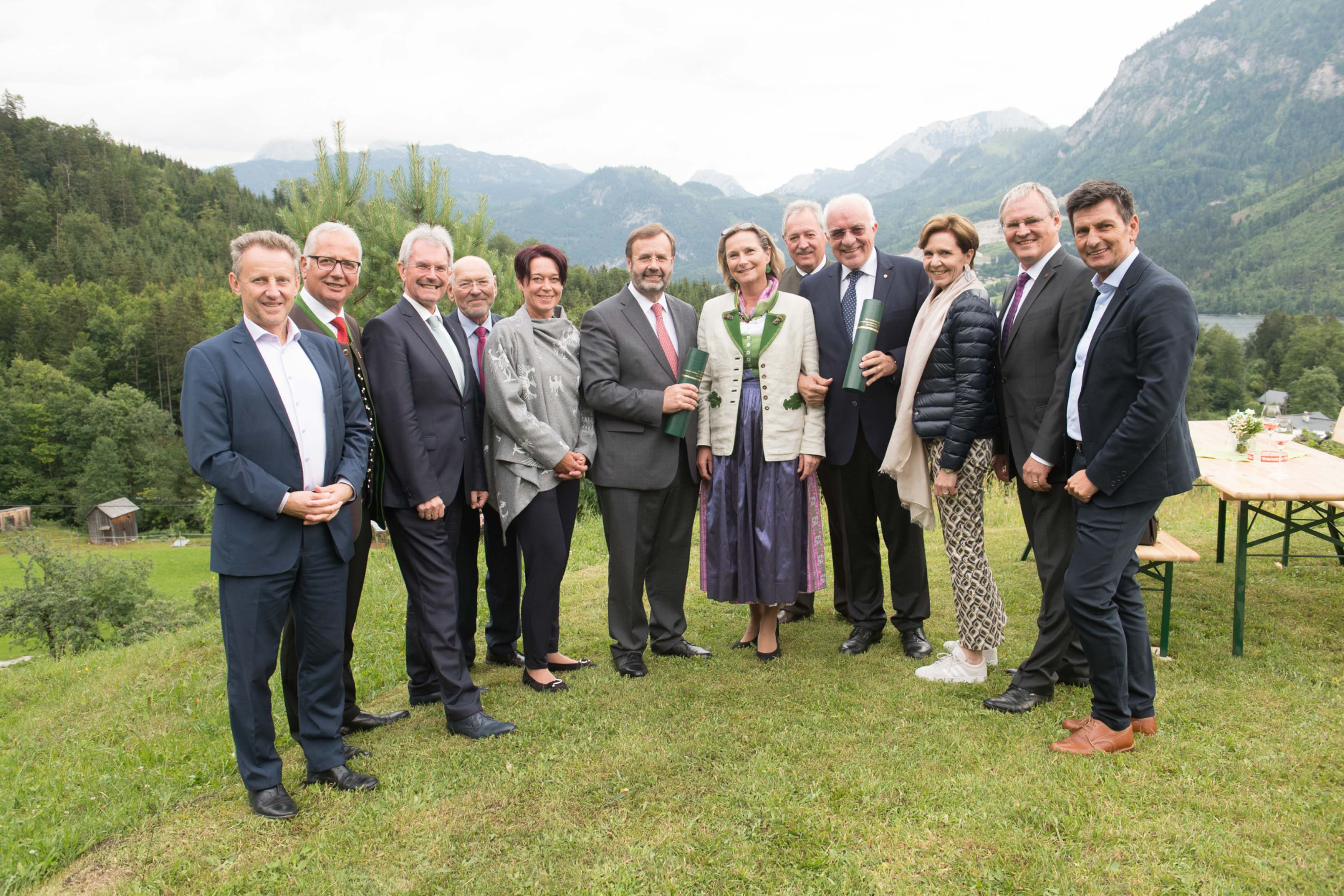
Pallauf na Conferência dos Presidentes do Parlamento Estadual

Desde junho de 2007 é diretora financeira do ÖVP feminino de Salzburgo e, desde 22 de abril de 2009, dirige o ÖVP no Parlamento do Estado de Salzburgo e é porta-voz da arte e da música, das mulheres e das relações civis.
Em 15 de janeiro de 2018 Hans Mayr apresentou a sua renúncia como conselheira regional, e Pallauf assumiu o lugar, tornando-se conselheira estadual.